# (769) Tatiana
(769) Tatiana es un asteroide perteneciente al cinturón de asteroides descubierto el 6 de octubre de 1913 por Grigori Nikoláievich Neúimin desde el observatorio de Simeiz en Crimea.
Está nombrado por Tatiana, personaje de la novela Eugenio Oneguin del escritor ruso Aleksandr Pushkin.